# Oncyclopedia
Oncyclopedia (voluit Oncyclopædia Neerlandica) is een Nederlandstalige parodie op de vrije internetencyclopedie Wikipedia. Oncyclopedia bestond officieel sinds juli 2006 en is een wiki die beheerd werd door de fictieve 'Uncyclomediastichting' (als tegenhanger van de Wikimedia Foundation). Het concept van de site is gebaseerd op de Engelstalige Uncyclopedia, die sinds januari 2005 bestaat. Op 4 september 2022 haalde de eigenaar de stekker uit de pagina en sindsdien is die alleen nog read-only te gebruiken, alleen mensen die aan een speciale lijst zijn toegevoegd kunnen nog bewerkingen doen.  

## Concept
Ondanks het schijnbaar losse en onserieuze karakter van de site, is niet alles toegestaan. Voorbeelden zijn artikelen over onbekende personen (vooral over minderjarige onbekenden), erg kwetsende teksten, interne humor of geheel uit de lucht gegrepen humor (bijvoorbeeld "een zingende aap op een luchtmatras in het land Oeloeboelistan op planeet Exon"). Insiders noemen dit "dobbelen", verwijzend naar de willekeur in deze artikelen. Het schrijven over een bepaald onderwerp in de stijl van dat onderwerp wordt ontmoedigd, maar gedoogd. Zo'n pagina wordt ook wel een "parkiet" genoemd. Ook wordt door de beginnersgids van de site erop gewezen dat er een rode draad aanwezig moet zijn in artikelen, zodat het moeilijker wordt om van de hak op de tak te springen en onderwerpen op een chaotische wijze te omschrijven.
Sinds de oprichting profileert Oncyclopedia zich als een fictieve vijand van Wikipedia. Oncyclopedia "terroriseert" zogenaamd Wikipedia (en vice versa) en dit wordt vermeld in een onware, humoristische stijl.

## Geschiedenis
Het idee om een Nederlandstalige versie op te starten ontstond in de lente van 2006 op de Engelstalige Uncyclopedia. Later besloot men een onafhankelijk project te maken dat gebaseerd zou zijn op de Engelstalige site, maar dat niets zou te maken hebben met de leiding en de gang van zaken van Uncyclopedia. Op 1 juni 2006 werd Oncyclopedia een feit.
Na een half jaar besloot men het OnWoordenboek (der Nederlandse Taal) op te starten op 1 januari 2007, als deelproject op de site in navolging van het Engelse Undictionary. Dit is een parodie op Wikiwoordenboek/Wiktionary. Men wilde hierdoor zeer korte artikelen verzamelen in weinig pagina's, zodat alleen de artikelen met wat meer inhoud overbleven als aparte pagina's. De leiding van de site besliste dit om de kwaliteit van de site te waarborgen en om de nadruk te leggen op de richtlijn "hoe meer tijd en energie je steekt in een artikel met inhoud, hoe meer mensen erom zullen kunnen lachen". 
Later kwamen nog meer deel- of de zogeheten dochterprojecten. Deze zijn: OnZinnen, OnBoeken (waaronder onder andere OnRecepten, Hoe? en OnGerijmd vallen) en de Oncycloversiteit.
Ten slotte is het "Oncyclopolis Project" in de afrondingsfase. Hierdoor wordt een fictieve stadstaat, Oncyclopolis, gesticht en krijgt de Oncyclopedia zijn eigen rangensysteem (gebaseerd op artikelenaantal, gebruikersrechten en gebruikersfuncties) dat gebaseerd is op het rangensysteem van de Uncyclopedia. Het rangensysteem zou moeten dienen als stimulans voor nieuwkomers om artikelen te maken. Oncyclopolis heeft een eigen radiozender, in de vorm van een podcast (OnRadio), die alleen op het internet op het weblog van de Oncyclopedia te beluisteren is in aparte uitzendingen van elk een kwartier lang.
Op 1 januari 2011 heeft de Oncyclopedia meer dan 2000 artikelen, maar de activiteit op de site is tegen die tijd gedaald tot een viertal actieve gebruikers per dag.
Voorheen heette Oncyclopedia de Onzinclopedie (bij de opstart), wat later Onziclopedie werd. Aangezien men voor een meer Encyclopedia-gebaseerde naam wilde aannemen, koos men in maart 2007 uiteindelijk voor de naam Oncyclopedie en liet men gelijk ook de uitgang -pedie veranderen tot -pedia. De nickname van Oncyclopedia is de afkorting Oncy.

## Doelpubliek
Hoewel er eigenlijk niet echt een leeftijd op de site staat en het leeftijdsaspect nooit echt besproken geweest is, moet de lezer beschikken over de kennis van verschillende humorvormen. Kinderen en jonge adolescenten die humor letterlijk kunnen nemen, wordt aangeraden de site niet te lezen. Oncyclopedia stimuleert zo veel mogelijk leeftijdscategorieën door zo verschillend mogelijke thema's aan te snijden. Desondanks wordt de site niet helemaal onterecht gezien als een jongerensite, vermits Oncyclopedia populair geworden is (in zowel positieve als negatieve zin) door voornamelijk kritisch-humoristische artikelen over diverse subculturen (zie verder onder Controverses).
Pornografisch getinte inhoud, zowel afbeeldingen als tekst, wordt op Oncyclopedia verboden. Pornografie wordt op de site niet ervaren als humoristisch, maar eerder als schokkend en goedkoop. Lichte erotiek wordt wel getolereerd, maar alleen als het past in de verhaallijn en als het met mate wordt gebruikt.